# Joshua Benoliel

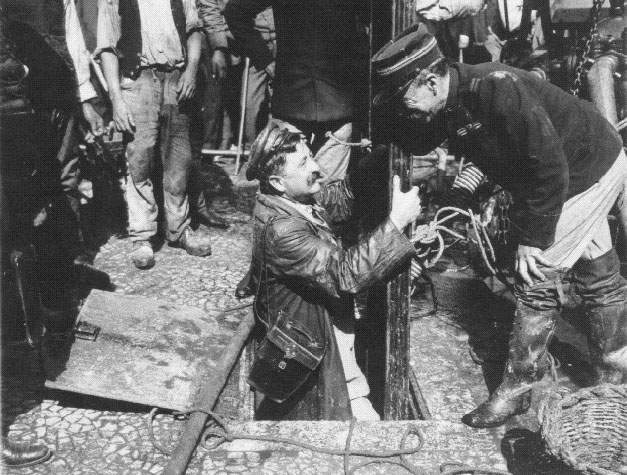
Joshua Benoliel (um 1909)

Joshua Benoliel (* 13. Januar 1873 in Lissabon; † 3. Februar 1932 ebenda) war ein britischer Fotojournalist.

## Werdegang
Benoliel wurde als Sohn der aus Gibraltar stammenden jüdischen Kaufmannsleute Judah Benoliel und Esther Levy geboren. Seine berufliche Laufbahn begann er als Fotojournalist für das Sportmagazin Tiro e Sport und war später hauptsächlich für die Tageszeitung O Século und deren Beilage Ilustração Portuguesa tätig. Zudem war er Korrespondent für die spanische Zeitung ABC und das französische Magazin L’Illustration. König Carlos I. ernannte ihn zu seinem offiziellen Fotografen.
Mit seinen Aufnahmen von Ereignissen wie dem Sturz der Monarchie, den monarchistischen Aufständen in den ersten Jahren der Republik sowie der portugiesischen Armee, die während des Ersten Weltkriegs in Flandern kämpfte wurde Benoliel zu einem der bedeutendsten Chronisten der portugiesischen Geschichte in den ersten Jahrzehnten des 20. Jahrhunderts.

## Publikationen
- Arquivo Gráfico da Vida Portuguesa: 1903 - 1918: História da Vida Nacional em Todos os seus Aspectos, de 1903 a 1918. - Lissabon: Bertrand, 1933, 6 Bände